# Milan Foot-Ball and Cricket Club 1915-1916
Questa voce raccoglie le informazioni riguardanti il Milan Foot-Ball and Cricket Club nelle competizioni ufficiali della stagione 1915-1916.

## Stagione

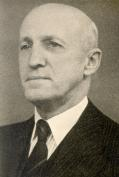
Piero Pirelli, presidente del Milan dal 1909 al 1928

In questa stagione il campionato non si disputa perché sospeso dalla federazione a causa della prima guerra mondiale. La FIGC organizza alcune competizioni, tra cui la Coppa Federale, a cui partecipano le più importanti squadre del Nord Italia, Milan compreso. Queste squadre non hanno però la rosa completa, dato che molti giocatori sono partiti per il fronte.
Anche grazie al ritorno tra le file rossonere di Aldo Cevenini, che segna 10 reti in 9 incontri, il Milan vince la Coppa Federale davanti alla Juventus, al Modena e al Genoa. Questo è il primo trofeo importante conquistato dal Milan dopo i tre scudetti di inizio secolo, anche se il torneo vinto dai rossoneri non assegna il titolo nazionale.
Nel 1915 il Milan cambia per la terza volta sede trasferendosi dalla Bottiglieria Franzini di via Mercanti 1 alla Birreria Spatenbräu, ora chiamata Birreria Colombo, in via Foscolo 2, tornando quindi nella sua sede precedente

## Divise
| Casa | Trasferta |

## Organigramma societario
Area direttiva
- Presidente: Piero Pirelli
- Vice presidente: Gilberto Porro Lambertenghi
- Segretario: Giuseppe Wilmant

Area tecnica
- Direttore sportivo: Cesare Stabilini
- Allenatore: carica vacante
- Allenatore riserve: Guido Moda

## Rosa
| N. |                   | Ruolo | Calciatore               |
| -- | ----------------- | ----- | ------------------------ |
|    | Italia (bandiera) | P     | Luigi Barbieri           |
|    | Italia (bandiera) | P     | Armando Gambuti          |
|    | Italia (bandiera) | D     | Arrigo Gandolfi          |
|    | Italia (bandiera) | D     | Amilcare Pizzi           |
|    | Italia (bandiera) | D     | Marco Sala (capitano)    |
|    | Italia (bandiera) | C     | Augusto Gaetano Avanzini |
|    | Italia (bandiera) | C     | Emilio Cazzaniga         |
|    | Italia (bandiera) | C     | Anselmo Greppi           |
|    | Italia (bandiera) | C     | Amedeo Guarnieri         |
|    | Italia (bandiera) | C     | Ernesto Morandi          |
|    | Italia (bandiera) | C     | Enio Moroni              |

| N. |                   | Ruolo | Calciatore        |
| -- | ----------------- | ----- | ----------------- |
|    | Italia (bandiera) | C     | Oreste Perfetti   |
|    | Italia (bandiera) | C     | Dante Raineri     |
|    | Italia (bandiera) | C     | Francesco Soldera |
|    | Italia (bandiera) | A     | Carlo Bozzi       |
|    | Italia (bandiera) | A     | Aldo Cevenini     |
|    | Italia (bandiera) | A     | Luigi Cevenini    |
|    | Italia (bandiera) | A     | Mario Crespi      |
|    | Italia (bandiera) | A     | Romolo Ferrario   |
|    | Italia (bandiera) | A     | Giovanni Mazzoni  |
|    | Belgio (bandiera) | A     | Louis Van Hege    |
|    | Italia (bandiera) | A     | Gustavo Zacchi    |

## Calciomercato
| Acquisti | Acquisti         | Acquisti            | Acquisti |
| R.       | Nome             | da                  | Modalità |
| -------- | ---------------- | ------------------- | -------- |
| A        | Aldo Cevenini    | Inter               | -        |
| C        | Luigi Cevenini   | Inter               | -        |
| C        | Mario Crespi     | Legnano             | -        |
| P        | Armando Gambuti  | Nazionale Lombardia | -        |
| A        | Amedeo Guarnieri | Insubria Goliardo   | -        |
| C        | Oreste Perfetti  | Enotria             | -        |

| Cessioni | Cessioni   | Cessioni        | Cessioni |
| R.       | Nome       | a               | Modalità |
| -------- | ---------- | --------------- | -------- |
| A        | Gino Mosca | Ardita Juventus | -        |

## Risultati

### Coppa Federale

#### Eliminatoria lombarda
| Arbitro: | Moretti (Milano) |

|  |           |                                  |
|  | Marcatori | 16’, 35’ Cevenini I 89’ Avanzini |

| Arbitro: | Mauro (Milano) |

|                             |           |  |
| Ferrario 42’ Cevenini I 43’ | Marcatori |  |

| Arbitro: | Varisco (Milano) |

|                     |           |            |
| Cevenini I 81’, 85’ | Marcatori | 77’ Fabbri |

| Arbitro: | Carugati (Milano) |

|                        |           |                                         |
| Cozzi 75’ D'Agardi 87’ | Marcatori | 27’, 65’ (rig.) Ferrario 69’ Cevenini I |

#### Fase nazionale
| Modena 13 febbraio 1916 1ª giornata | Modena            | 0 – 0 | Milan | \| Arbitro: \| Crivelli (Milano) \| |
| Arbitro:                            | Crivelli (Milano) |       |       |                                     |

| Arbitro: | Terzolo (Milano) |

|                               |           |                       |
| Cevenini I ?’ Avanzini ?’ 72’ | Marcatori | 29’ Berganti 55’ Bona |

| Milano 5 marzo 1916 3ª giornata | Milan | 2 – 0 | Casale | Velodromo Sempione |

| Arbitro: | Massa (Torino) |

|                             |           |  |
| Cevenini I 20’ Avanzini 50’ | Marcatori |  |

| Arbitro: | Massa (Torino) |

|                                 |           |  |
| Berganti 5’ Pirovano 25’ (rig.) | Marcatori |  |

| Arbitro: | Borda (Torino) |

|                |           |  |
| Walsingham 55’ | Marcatori |  |

| Casale Monferrato 9 aprile 1916 7ª giornata | Casale    | 0 – 2 | Milan |  |
| \| \| \| \| \| \| Marcatori \| . \|         |           |       |       |  |
|                                             |           |       |       |  |
|                                             | Marcatori | .     |       |  |

| Arbitro: | Rangone (Alessandria) |

|                                     |           |                     |
| Morandi 1’ Cevenini I ?’ 90’ (rig.) | Marcatori | ?’ (rig.) De Vecchi |

## Statistiche

### Statistiche di squadra
| Competizione   | Punti | In casa | In casa | In casa | In casa | In casa | In casa | In trasferta | In trasferta | In trasferta | In trasferta | In trasferta | In trasferta | Totale | Totale | Totale | Totale | Totale | Totale | DR  |
| Competizione   | Punti | G       | V       | N       | P       | Gf      | Gs      | G            | V            | N            | P            | Gf           | Gs           | G      | V      | N      | P      | Gf     | Gs     | DR  |
| -------------- | ----- | ------- | ------- | ------- | ------- | ------- | ------- | ------------ | ------------ | ------------ | ------------ | ------------ | ------------ | ------ | ------ | ------ | ------ | ------ | ------ | --- |
| Coppa Federale | 19    | 6       | 6       | 0       | 0       | 14      | 4       | 6            | 3            | 1            | 2            | 8            | 5            | 12     | 9      | 1      | 2      | 22     | 9      | +13 |

### Statistiche dei giocatori
| Giocatore      | Coppa Federale | Coppa Federale |
| Giocatore      | Presenze       | Reti           |
| -------------- | -------------- | -------------- |
| A. G. Avanzini | 9              | 4              |
| L. Barbieri    | 3              | -2             |
| C. Bozzi       | 5              | 0              |
| E. Cazzaniga   | 9              | 0              |
| A. Cevenini    | 9              | 10             |
| L. Cevenini    | 1              | 0              |
| M. Crespi      | 1              | 0              |
| R. Ferrario    | 8              | 3              |
| A. Gambuti     | 7              | -7             |
| A. Gandolfi    | 1              | 0              |
| A. Greppi      | 5              | 0              |
| A. Guarnieri   | 1              | 0              |
| G. Mazzoni     | 3              | 0              |
| E. Morandi     | 10             | 1              |
| E. Moroni      | 3              | 0              |
| O. Perfetti    | 1              | 0              |
| A. Pizzi       | 10             | 0              |
| D. Raineri     | 1              | 0              |
| M. Sala        | 10             | 0              |
| F. Soldera     | 9              | 0              |
| L. Van Hege    | 2              | 0              |
| G. Zacchi      | 2              | 0              |